# Cameron Boyce
Cameron Mica „Cam” Boyce (ur. 28 maja 1999 w Los Angeles, zm. 6 lipca 2019 tamże) – amerykański aktor, tancerz i model.

## Życiorys

### Wczesne lata
Urodził się w Los Angeles w Kalifornii jako syn Libby i Victora Boyce’ów. Miał młodszą siostrę Mayę. Jego ojciec jest pochodzenia afro-karaibskiego i afroamerykańskiego, a jego matka Żydówką.

### Kariera
Mając 7 lat, rozpoczął swoją przygodę w show businessie jako model dla Disney Store, Wilsons Leather i K-Mart. Tańczył breakdance ze swoimi przyjaciółmi w grupie X Mob.
Pojawił się w teledysku do piosenki zespołu Panic At The Disco „That Green Gentleman (Things Have Changed)” (2008) w roli małego Ryana Rossa i wideoklipie Willow Smith do utworu „Whip My Hair” (2010).
W kwietniu 2011 był jednym z tancerzy biorących udział w królewskim hołdzie weselnym księcia Wilhelma i Catherine Middleton w programie ABC Dancing with the Stars. W latach 2011–2015 grał postać Luke’a Rossa w serialu młodzieżowym Disney Channel Jessie. Występował również w innych sitcomach Disney Channel, w tym Powodzenia, Charlie! (2011) i Taniec rządzi (2011), czy w filmach takich jak: Lustra (2008), Eagle Eye (2008) czy Duże dzieci (2010).
W 2012 za występ w komedii familijnej Hania Humorek nie wyjeżdża na wakacje (2011), gdzie wcielił się w rolę Huntera, wraz z obsadą został uhonorowany Young Artist Award.
W 2019 przyjął rolę Zacha w serialu HBO Pani Fletcher (Mrs. Fletcher), którego twórcą był Tom Perrotta. Jego ostatnim występem była rola Carlosa, syna Cruelli De Vil w młodzieżowym dramacie przygodowym Następcy 3, który miał premierę 2 sierpnia 2019.
Zmarł podczas snu w nocy z 6 na 7 lipca 2019 w wieku 20 lat. Przyczyną zgonu był napad epilepsji, z którą zmagał się od dłuższego czasu. Jak poinformował serwis TMZ, ciało 20-letniego Camerona Boyce zostało skremowane, a prochy przekazane ojcu aktora, Victorowi Boyce.
Bliscy Camerona założyli fundację, aby uczcić jego pamięć. Organizacja wspiera młode utalentowane osoby.

## Filmografia

### Filmy
- 2008: Lustra jako Michael Carson
- 2008: Eagle Eye jako Sam Holloman
- 2010: Duże dzieci jako Keithie Feder
- 2011: Hania Humorek nie wyjeżdża na wakacje jako Hunter
- 2013: Jeszcze większe dzieci jako Keithie Feder
- 2015: Następcy jako Carlos de Vil
- 2017: Następcy 2 jako Carlos de Vil
- 2019: Następcy 3 jako Carlos de Vil
- 2020: Runt jako Cal

### Seriale TV
- 2008: General Hospital: Night Shift jako Michael „Stone” Cates Jr.
- 2009: The 7th Annual TV Land Awards jako Jimmy
- 2010: Legion Niezwykłych Tancerzy: Wybuch powstania jako młody Jasper James
- 2011: Taniec rządzi jako Little Highlighter
- 2011: Powodzenia, Charlie! jako Fake Gabe Duncan
- 2011–2015: Jessie jako Luke Ross
- 2012: Austin i Ally jako Luke Ross
- 2015: Poradnik zakręconego gracza jako Conor
- 2015: Liv i Maddie jako Crog
- 2016: Code Black jako Brody (sezon 1, odcinek 17)
- 2016: Obóz Kikiwaka (Bunk’d) jako Luke Ross (sezon 1, odcinek 12, sezon 2, odcinek 6)
- 2017: Spider-Man jako Herman Schultz / Shocker
- 2019: Pani Fletcher (Mrs. Fletcher) jako Zach
- 2021: Paradise City jako Simon

### Seriale internetowe
- 2010: Legion Niezwykłych Tancerzy: Wybuch powstania jako młody Jasper